# Mario Paglialunga
Mario Ángel Paglialunga (Rosario, Santa Fe, Argentina, 29 de octubre de 1988) es un exfutbolista argentino. Se desempeñaba como volante central. Actualmente es director técnico de la séptima de Club Atlético Rosario Central. Anteriormente ocupaba cargos de inferiores en la Liga Rosarina.

## Estadísticas
| Club                      | Div.          | Temporada     | Liga     | Liga  | Copas nacionales | Copas nacionales | Torneos internacionales | Torneos internacionales | Total    | Total | Media goleadora |
| Club                      | Div.          | Temporada     | Partidos | Goles | Partidos         | Goles            | Partidos                | Goles                   | Partidos | Goles | Media goleadora |
| ------------------------- | ------------- | ------------- | -------- | ----- | ---------------- | ---------------- | ----------------------- | ----------------------- | -------- | ----- | --------------- |
| Rosario Central Argentina |               |               |          |       |                  |                  |                         |                         |          |       |                 |
| 1ª                        | 2006-07       | 3             | 0        | ?     | ?                | —                | —                       | 3                       | 0        | 0.00  |                 |
| 1ª                        | 2007-08       | 8             | 1        | ?     | ?                | —                | —                       | 8                       | 1        | 0.12  |                 |
| 1ª                        | 2008-09       | 12            | 1        | ?     | ?                | —                | —                       | 12                      | 1        | 0.08  |                 |
| 1ª                        | 2009-10       | 37            | 0        | ?     | ?                | —                | —                       | 37                      | 0        | 0.00  |                 |
| 2ª                        | 2010-11       | 12            | 2        | ?     | ?                | —                | —                       | 12                      | 2        | 0.17  |                 |
| Total club                | Total club    | 72            | 4        | ?     | ?                | —                | —                       | 72                      | 4        | 0.05  |                 |
| Calcio Catania · Italia   |               |               |          |       |                  |                  |                         |                         |          |       |                 |
| 1ª                        | 2011-12       | 0             | 0        | 1     | 0                | —                | —                       | 1                       | 0        | 0.00  |                 |
| 1ª                        | 2012-13       | 6             | 1        | 1     | 0                | —                | —                       | 7                       | 1        | 0.14  |                 |
| Total club                | Total club    | 6             | 1        | 2     | 0                | —                | —                       | 8                       | 1        | 0.12  |                 |
| Hércules · España         |               |               |          |       |                  |                  |                         |                         |          |       |                 |
| 2.ª                       | 2012-13       | 18            | 1        | 0     | 0                | —                | —                       | 18                      | 1        | 0.06  |                 |
| Total club                | Total club    | 18            | 1        | 0     | 0                | —                | —                       | 18                      | 1        | 0.06  |                 |
| Real Zaragoza · España    |               |               |          |       |                  |                  |                         |                         |          |       |                 |
| 2.ª                       | 2013-14       | 25            | 0        | 0     | 0                | —                | —                       | 25                      | 0        | 0.00  |                 |
| Total club                | Total club    | 25            | 0        | 0     | 0                | —                | —                       | 25                      | 0        | 0.00  |                 |
| Ponferradina · España     |               |               |          |       |                  |                  |                         |                         |          |       |                 |
| 2.ª                       | 2014-15       | 11            | 0        | 1     | 0                | —                | —                       | 12                      | 0        | 0.00  |                 |
| Total club                | Total club    | 11            | 0        | 1     | 0                | —                | —                       | 12                      | 0        | 0.00  |                 |
| Tigre Argentina           |               |               |          |       |                  |                  |                         |                         |          |       |                 |
| 1ª                        | 2015-16       |               |          |       |                  | —                | —                       |                         |          |       |                 |
| Total club                | Total club    |               |          |       |                  | —                | —                       |                         |          |       |                 |
| Olimpo Argentina          |               |               |          |       |                  |                  |                         |                         |          |       |                 |
| 1ª                        | 2016-17       |               |          |       |                  | —                | —                       |                         |          |       |                 |
| Total club                | Total club    |               |          |       |                  | —                | —                       |                         |          |       |                 |
| Total carrera             | Total carrera | Total carrera | 136      | 7     | 3                | 0                | 0                       | 0                       | 135      | 8     | 0.04            |